# República Unida da Suvadiva
A República Unida da Suvadiva ou República Unida das Suvadivas (dhivehi: އެކުވެރި ސުވާދީބު ޖުމްހޫރިއްޔާ) foi um país não reconhecido internacionalmente que existiu por um breve período, formado por um grupo de separatistas republicanos na parte sul do arquipélago das Maldivas, especificamente nos atóis de Addu, Huvadu e Fuahmulah. As Suvadivas declararam a independência do Sultanato das Maldivas (à época um protetorado britânico) em 3 de janeiro de 1959 e capitularam, juntando-se ao restante das Maldivas, em 23 de setembro de 1963, através de uma transferência de poder para o governo central de Malé.
Originalmente, "Suvadive" (dhivehi: ސުވާދީބު) era um antigo nome para os três atóis mais meridionais do arquipélago, derivado de um nome para o maior dos três, o atol de Huvadhu. No início do século XVII, o navegador francês François Pyrard referiu-se a Huvadhu como "Suadou".
A secessão das Suvadivas ocorreu dentro do contexto da luta pelo surgimento das Maldivas como uma nação moderna ainda aprisionada a estruturas feudais e autocráticas. As causas alegadas foram as políticas centralistas do governo das Maldivas e a recente independência de seus vizinhos, Índia e Ceilão. Inicialmente Suvadiva foi protegida pelos britânicos, mas estes deixariam a república abandonada à sua própria sorte.  As Maldivas seriam forçadas a retornar o controle das ilhas, quando Ibrahim Nasir invadiu os ilhéus de Thinadhoo usando força excessiva, despovoando a região e destruindo todas as propriedades.